# SV Ried
Sportvereinigung Ried von 1912 (obecně známý jako Ried a ze sponzorských důvodů aktuálně se jmenující SV Guntamatic Ried) je rakouský fotbalový klub sídlící ve městě Ried im Innkreis. Soutěží v Bundeslize, nejvyšší úrovni rakouského fotbalu, a své domácí zápasy hraje v Josko Areně.
Byl založen roku 1912.

## Trofeje

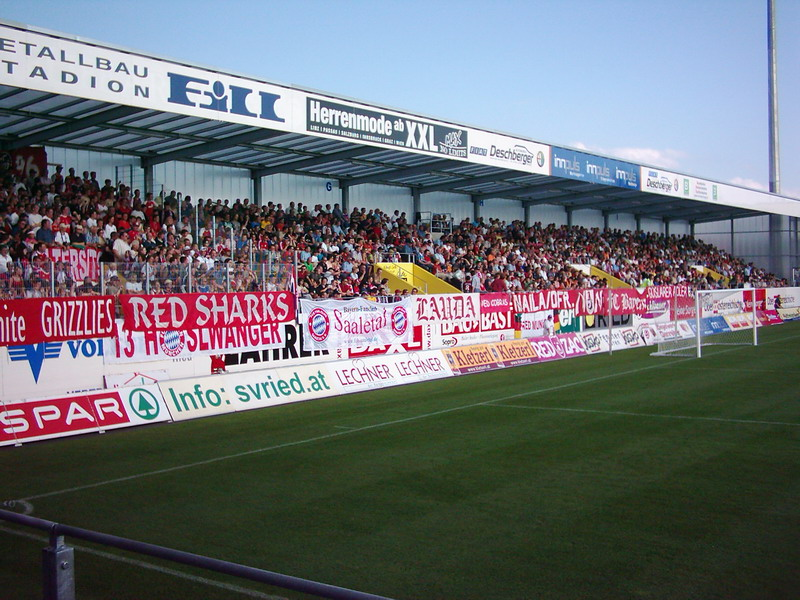

- Rakouský Pohár (2×)[2]
  - 1997/98, 2010/11